# Herzog zu Mecklenburg

Frühestes Stammwappen der Herzöge zu Mecklenburg, vor 1340

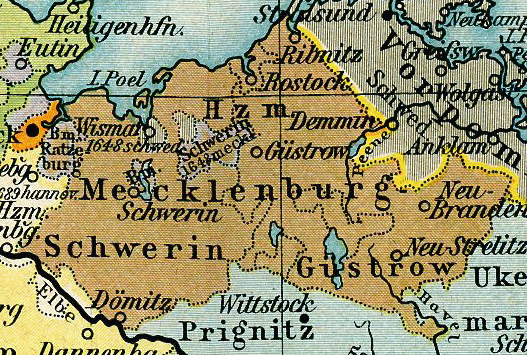
(Teil-)Herzogtümer Schwerin und Güstrow, 1648

Herzog zu Mecklenburg war von 1348 bis zum Ende der Monarchie der Adelstitel des regierenden Fürstenhauses von Mecklenburg. Auf ihn setzt zugleich die dynastische Zählung aller mecklenburgischen Regenten auf.
Als Herzog zu Mecklenburg titelten ohne Unterschied alle männlichen Mitglieder der Fürstenfamilie, bis 1815 auch alle Regenten des Landes bzw. zeitweilig existierender Landesteile (zuletzt Mecklenburg-Schwerin und Mecklenburg-Strelitz, früher auch Mecklenburg-Güstrow) sowie auch alle männlichen Abkömmlinge des Geschlechts (Prinzen).
Weibliche Mitglieder der Fürstenfamilie, angeheiratete Ehefrauen der Herzöge sowie auch alle weiblichen Abkömmlinge des Geschlechts (Prinzessinnen) titelten als Herzogin zu Mecklenburg.
Abweichende Titel zur Unterscheidung von anderen Mitgliedern der Dynastie führten die jeweiligen mecklenburgischen Regenten erst seit der Standeserhöhung durch den Wiener Kongress 1815. Die Regenten beider Landesteile titelten seither als Großherzog von Mecklenburg, die jeweiligen Thronfolger als Erbgroßherzog von Mecklenburg, die zugehörigen Ehefrauen entsprechend in der weiblichen Titelform als Großherzogin bzw. Erbgroßherzogin.
Umgangssprachlich wurden den mecklenburgischen Fürstentiteln zur besseren Unterscheidung oft die Bezeichnung des jeweiligen Landesteils oder fürstlichen Hauses (...-Schwerin, ...-Güstrow, ...-Strelitz) hinzugeführt. Diese erläuternden Titelzusätze waren zu keiner Zeit Bestandteil der offiziellen Titulatur.
Nach dem Sturz der Monarchie 1918 fielen die Titel Großherzog bzw. Erbgroßherzog ersatzlos fort. Der frühere Fürstentitel des Geschlechts wurde als Herzog zu Mecklenburg zum bürgerlichen Familiennamen der Nachkommen umgewandelt.